# أنقليس ذئبي
أنقليس ذئبي (الاسم العلمي Anarrhichthys ocellatus)، نوع أسماك بحرية من فصيلة أسماك الذئب. يوجد في شمال المحيط الهادي.

## الأنتشار الجغرافي
يوجد الأنقليس الذئبي في بحر اليابان وجزر ألوشيان وحتى جنوب كاليفورنيا. يعيش في الكهوف والشقوق الصخرية والشعاب في المياه الضحلة على عمق 226 م.